# Ryan Nelsen
Ryan William Nelsen (født 18. oktober 1977 i Christchurch, New Zealand) er en tidligere newzealandsk professionel fodboldspiller, der spillede i forsvaret. Han er nu manager i den canadiske MLS-klub Toronto FC.

## Karriere
Han kom til Blackburn Rovers i 2005 fra D.C. United i den amerikanske MLS-liga. Her spillede han frem til 2012, hvorefter han skiftede til Tottenham Hotspur FC kort før transfervinduet lukkede i januar/februar 2012. Allerede et halvt år senere skiftede han på en et-årig kontrakt til Queens Park Rangers, hvor han spillede indtil frem til 2013. Her stoppede han sin aktive karreire for at blive manager i den nordamerikanske MLS-klub Toronto FC.

## Landshold
Nelsen står noteret for 49 kampe og 7 scoringer for New Zealands landshold, som han ligeledes var anfører for. Han repræsenterede sit land til Confederations Cup i både 1999 og 2003 samt til OL i Beijing i 2008 og VM i 2010. Hans første landskamp faldt den 19. juni 1999 i et opgør mod Polen. 